# يان بيرسون (ممثلة)
يان بيرسون (بالإنجليزية: Jan Pearson)‏ هي ممثلة بريطانية، ولدت في 12 أبريل 1959 في Wollaston, West Midlands ‏ في المملكة المتحدة.

## وصلات خارجية
- يان بيرسون (ممثلة) على موقع IMDb (الإنجليزية)
- يان بيرسون (ممثلة) على موقع قاعدة بيانات الفيلم (الإنجليزية)